# Xã Jackson, Quận Hamilton, Indiana
Xã Jackson (tiếng Anh: Jackson Township) là một xã thuộc quận Hamilton, tiểu bang Indiana, Hoa Kỳ. Năm 2010, dân số của xã này là 10.368 người.